# Pałusze
Pałusze (biał. Палушы, Pałuszy; ros. Палуши, Pałuszy) – agromiasteczko na Białorusi, w obwodzie grodzieńskim, w rejonie ostrowieckim, w sielsowiecie Gudogaje, którego władz są siedzibą.
Pałusze położone są nad Łoszą i przy linii kolejowej Mołodeczno – Gudogaje. W pobliżu przebiega granica z Litwą.

## Historia
Pod zaborami wieś i zaścianek. W II Rzeczypospolitej dwie wsie: Pałusze I i Pałusze II oraz zaścianek nazywany Pałusze lub Pałusz. Przedzielone były one wówczas granicą administracyjną: wieś (wsie) leżały w powiecie oszmiańskim, zaścianek natomiast w powiecie wileńskim (wileńsko-trockim).

### Wieś
W czasach zaborów wieś w gminie Polany, w powiecie oszmiańskim, w guberni wileńskiej Imperium Rosyjskiego. W 1905 roku liczyła 307 mieszkańców, 451 dziesięcin. Po I wojnie światowej pod administracją polską, w Zarządzie Cywilnym Ziem Wschodnich. W latach 1920–1922 w składzie Litwy Środkowej.
Od 11 kwietnia 1922 wsie Pałusze I i Pałusze II leżały  w Polsce, w województwie wileńskim, w powiecie oszmiańskim, w gminie Polany.
W 1931:
- wieś Pałusze I w 28 domach zamieszkiwało 136 osób[5].
- wieś Pałusze II w 41 domach zamieszkiwało 198 osób[5].

### Zaścianek
W XIX i w początkach XX w. położony był w Rosji, w guberni wileńskiej, w powiecie wileńskim, w gminie Szumsk. Po I wojnie światowej pod administracją polską, w Zarządzie Cywilnym Ziem Wschodnich. W latach 1920–1922 w składzie Litwy Środkowej.
Od 11 kwietnia 1922 leżał w Polsce, w województwie wileńskim, w powiecie wileńsko-trockim, w gminie Szumsk.

### Po 1945
Po II wojnie światowej w granicach Związku Sowieckiego. Nastąpiło wówczas scalanie wszystkich Pałuszów. Od 1991 w niepodległej Białorusi.